# Пуерто-дель-Росаріо
Пуерто-дель-Росаріо (ісп. Puerto del Rosario) — муніципалітет в Іспанії, у складі автономної спільноти Канарські острови, у провінції Лас-Пальмас, на острові Фуертевентура. Населення — 35 702 особи (2010).
Муніципалітет розташований на відстані близько 1610 км на південний захід від Мадрида, 160 км на схід від міста Лас-Пальмас-де-Гран-Канарія.
На території муніципалітету розташовані такі населені пункти: (дані про населення за 2010 рік)
- Ла-Ампуєнта: 230 осіб
- Ла-Асомада: 390 осіб
- Касільяс-дель-Анхель: 507 осіб
- Гісгей: 138 осіб
- Льянос-де-ла-Консепсьйон: 202 особи
- Ла-Матілья: 150 осіб
- Ель-Маторраль: 2172 особи
- Пуерто-дель-Росаріо: 28689 осіб
- Пуерто-Лахас: 880 осіб
- Тефія: 257 осіб
- Тесхуатес: 208 осіб
- Тетір: 858 осіб
- Ель-Тіме: 316 осіб
- Лос-Естанкос: 670 осіб
- Лас-Парселас: 24 особи
- Пуертіто-де-лос-Молінос: 11 осіб

## Демографія
Динаміка населення (INE ):

## Галерея зображень

Розташування муніципалітету на острові Фуертевентура
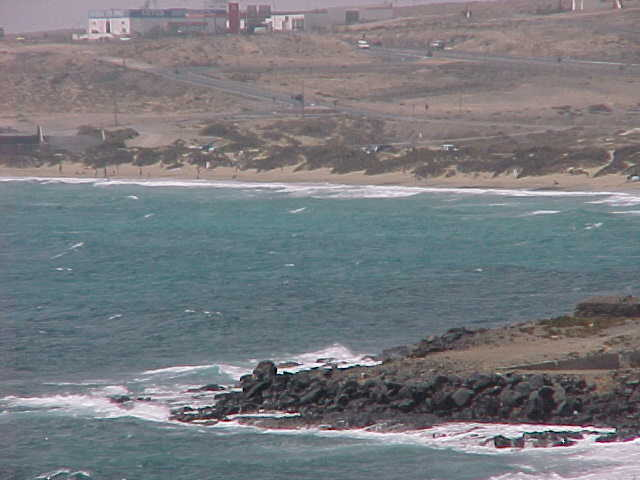
Пляж Плая-Бланка
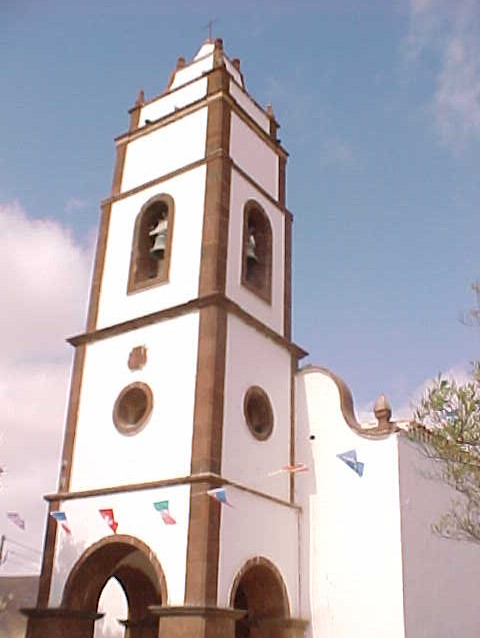
Дзвіниця церкви Санто-Домінго-де-Гусман, Тетір